# Sören Urbansky (Historiker)
Sören Urbansky (* 1980) ist ein deutscher Historiker und Hochschullehrer.

## Biographie
Nach einem Freiwilligendienst bei Memorial in Moskau studierte Sören Urbansky an der Europa-Universität Viadrina in Frankfurt (Oder), der Heilongjiang Universität in Harbin, der Kasaner Föderalen Universität, der University of California, Berkeley und an der Tsinghua-Universität in Peking Kulturwissenschaften und Geschichtswissenschaft sowie Russisch und Chinesisch. Im Jahr 2014 schloss er seine von Jürgen Osterhammel und Karl Schlögel betreute Promotion mit einer Dissertation zur Geschichte der chinesisch-russischen Grenze ab.
In den Jahren 2009 bis 2014 lehrte er als wissenschaftlicher Mitarbeiter an der Albert-Ludwigs-Universität Freiburg, ehe er 2014 Akademischer Rat am Historischen Seminar der Ludwig-Maximilians-Universität München wurde. Von 2016 bis 2017 arbeitete er als Postdoktorand an der University of Cambridge. Zwischen 2018 und 2023 forschte er als Research Fellow am Deutschen Historischen Institut Washington, von 2021 bis 2023 leitete er zusätzlich das Pacific Regional Office des Deutschen Historischen Instituts Washington im kalifornischen Berkeley. Seit 1. September 2023 ist er Universitätsprofessor für Osteuropäische Geschichte an der Fakultät für Geschichtswissenschaften der Ruhr-Universität Bochum.

## Bücher (Auswahl)

### Als Autor
- China und Russland. Kurze Geschichte einer langen Beziehung, Suhrkamp 2025 (mit Martin Wagner), ISBN 978-3-518-43188-7.
- An den Ufern des Amur. Die vergessene Welt zwischen China und Russland. München, C.H.Beck 2021, 978-0691181684.
  - chinesische Übersetzung von Huáng Zhènbīn 黃鎮斌: Zhōng–É biānjìng dàhé Hēilóng Jiāng: Bèi shìjiè hūlüè de dìyuán zhèngzhì yǔ wénhuà jiūgé 中俄邊境大河黑龍江 : 被世界忽略的地緣政治與文化糾葛, Taipeh, Shangzhou chuban 2024, ISBN 978-6-26390-217-6
- Beyond the Steppe Frontier. A History of the Sino-Russian Border. Princeton and Oxford, Princeton University Press 2020.
  - deutsche Übersetzung von Daniel Fastner: Steppengras und Stacheldraht. Eine Geschichte der chinesisch-russischen Grenze, Hamburger Edition, Hamburg 2023, ISBN 978-3-86854-379-7.
  - russische Übersetzung von М. Закирова: За степным фронтиром. История российско-китайской границы, Moskau, Новое литературное обозрение 2023, ISBN 978-5-4448-1920-3.
- Kolonialer Wettstreit. Russland, China, Japan und die Ostchinesische Eisenbahn. Campus, Frankfurt 2008, ISBN 978-3-593-38771-0.

### Als Herausgeber
- Yellow Perils. China Narratives in the Contemporary World. University of Hawaii Press, Honolulu 2018 (mit Franck Billé), ISBN 978-0-8248-7579-4.
- China from Without. Doing PRC History in Foreign Archives. The PRC History Review 2:3 (2017) (mit Arunabh Ghosh).
- Zeichen der Zeit. Europas Osten in Fernost. Osteuropa 65:5-6 (2015) (mit Andreas Renner, Manfred Sapper und Volker Weichsel), ISBN 978-3-8305-3514-0. (Online).
- Stille Revolutionen. Die Neuformierung der Welt seit 1989. Campus, Frankfurt 2013 (mit Katharina Kucher und Gregor Thum), ISBN 978-3-593-39851-8.
- „Unsere Insel“. Sowjetische Identitätspolitik auf Sachalin nach 1945. be.bra, Berlin 2013, ISBN 978-3-95410-017-0.
- Borders in Imperial Times: Daily Life and Urban Spaces in Northeast Asia, in: Comparativ, Jg. 22 (2012), Nr. 5 (mit Susanne Hohler und Frank Grüner), ISBN 978-3-86583-715-8.